# Korsákovo (Oriol)
Korsákovo (ruso: Корса́ково) es un asentamiento rural y pueblo (seló) de Rusia, capital del raión homónimo en la óblast de Oriol.
En 2023, el territorio del asentamiento tenía una población de 1321 habitantes, de los cuales casi mil doscientos vivían en la capital municipal y el resto repartidos en once pedanías: las aldeas (derevni) de Aleksándrovka, Voskresénovka, Zarechye, Kazachenka, Krásnaya Gorka, Novo-Serguéyevka, Petrovo, Polzikovo, Savinkovo y Jarléyevka y el posiólok de Krajmalni.
Se ubica junto al límite con la óblast de Tula, unos 50 km al este de Mtsensk. Por el pueblo fluye el río Zusha.

## Historia
Se conoce la existencia del pueblo en documentos desde mediados del siglo XIX, cuando era un pequeño caserío de dos calles, en el que vivía en torno a un centenar de habitantes. En 1861 pasó a ser la sede de su propia vólost, en el uyezd de Novosil de la gobernación de Tula. Comenzó a adquirir cierta importancia en su zona rural en 1905, cuando se abrió aquí una destilería que estuvo en funcionamiento hasta 1936. En 1925 abandonó la gobernación de Tula y pasó a formar parte de la gobernación de Oriol.
Adoptó el estatus de capital distrital en 1928, cuando se definieron los raiones de la óblast de Chernozem Central, pero el carácter rural de la zona hizo que en 1930 pasara a formar parte del vecino raión de Novosil. Recuperó el estatus de capital distrital en 1935, cuando se definieron los raiones de la óblast de Kursk, región de la que se separó en 1937 para formar la actual óblast de Oriol, dentro de la cual perdió en 1963 el estatus de capital distrital, al integrarse la zona primero en el raión de Mtsensk y después otra vez en el de Novosil. Recuperó definitivamente el estatus de capital distrital en 1989.